# علي بن مخلوف
علي بن مخلوف (بالفرنسية: Ali Benmakhlouf)‏ (10 نوفمبر 1959، فاس) هو كاتب وباحث مغربي، أستاذ متخصص في الفلسفة الإسلامية وفلسفة المنطق.ل

## مسيرته
درّس في عدة جامعات، مثل جامعة باريس - إيست كريتاي ومعهد الدراسات السياسية بباريس وفي جامعة بروكسل الحرة. وهو مهتم بلفلسفة التحليلية، ومتخصص في المنطق ويعمل على كتب جوتلوب فريجه وبيرتراند راسل ووايتهيد. وهو مهتم أيضًا بفلسفة القرون الوسطى الإسلامية.
تم توشيحه بوسام الاستحقاق الوطني (فرنسا) من قبل وزير التعليم الوطني (Vincent Peillon) في مارس 2014.